# Computer-Rollenspiel

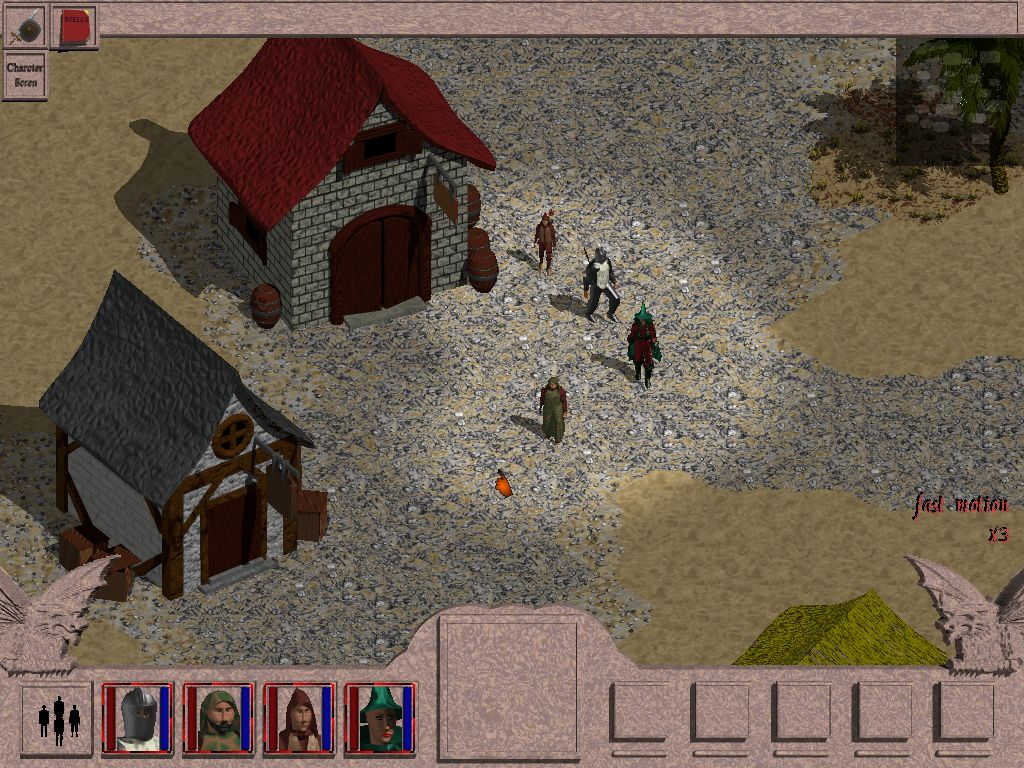
Screenshot des isometrischen Rollenspiels Tales of Trolls & Treasures

Computer-Rollenspiel (engl. role-playing video game, (computer) role-playing game, (C)RPG) bezeichnet ein Genre der Computerspiele, dessen Wurzeln hauptsächlich in den Pen-&-Paper-Rollenspielen liegen, von denen grundlegende Abläufe und Spielmechaniken übernommen werden. Der Hauptunterschied zwischen Pen-&-Paper-Rollenspiel und Computer-Rollenspiel ist, dass die Aufgaben des Spielleiters vom Computer übernommen werden. Dadurch bewegt sich die Handlung von Computer-Rollenspielen in deutlich engeren Bahnen, die durch die Spielentwickler vorgegeben sind.

## Überblick
Computer-Rollenspiele zeichnen sich durch eine meist komplexe Handlung in einer erdachten oder adaptierten Welt verschiedenster kultureller, sozialer und zeitlicher Hintergründe aus, die Spielwelt oder Hintergrundwelt genannt wird, und auf die Entscheidungen des Spielers Einfluss ausüben. Der Spieler erschafft in der Regel einen oder mehrere Spielercharaktere (SC), stattet sie mit Fähigkeiten und Ausrüstung aus und entwickelt sie durch im Spielverlauf gesammelte Erfahrung weiter, so dass sich die Fähigkeiten und andere Spielwerte der SC verbessern. Im Spielverlauf gilt es – je nach Ausrichtung des Spiels in unterschiedlichem Ausmaß – Kämpfe zu bestreiten und Aufgaben zu lösen, die häufig „Quest“ genannt werden. Dabei kann der Spieler durch die Willentliche Aussetzung der Ungläubigkeit tief in die fiktionale Welt eintauchen und Hintergrundwissen über sie erlangen, was dieser Art von Computerspiel eine spezifische Atmosphäre verleiht, die zur Identifikation des Spielers mit den von ihm gesteuerten Charakteren beiträgt.
Das mehr oder weniger umfangreiche Regelwerk, nach dem über Erfolg und Misserfolg von Handlungen entschieden wird, bleibt je nach Spiel mehr oder weniger verborgen. Wo in herkömmlichen Pen-&-Paper-Rollenspielen Spielwürfel als Zufallsgeneratoren verwendet werden, setzen Computer-Rollenspiele Software-Zufallsgeneratoren ein und geben entweder die Ergebnisse simulierter Würfelwürfe aus, oder sie zeigen lediglich Erfolg und Misserfolg einer versuchten Aktion an. Die Auswirkungen von Spielerentscheidungen und Zufallseffekten in spezifischen Situationen werden vom Programm ermittelt und mitgeteilt, so dass es die Hauptaufgabe eines menschlichen Spielleiters übernimmt. Ein häufig in Computer-Rollenspielen als Spielmechanik zugrundegelegtes Pen-&-Paper-Regelwerk ist das des bekanntesten Rollenspiels Dungeons and Dragons (D&D) in seinen verschiedenen Ausgaben. Beispielsweise benutzt die PC-Rollenspielreihe Baldur’s Gate wie ihr Nachfolger Neverwinter Nights sowohl die Spielwelt „Vergessene Reiche“ als auch die Regeln der zweiten Edition von D&D („Advanced Dungeons and Dragons“). Viele Computer-Rollenspiele verwenden aber auch eigene Regelsysteme oder eigene Spielwelten.
Siehe auch: Multi User Dungeon (MUD), Massively Multiplayer Online Role-Playing Game (MMORPG), Action-Rollenspiel (ARPG), Computerspiel, Chatrollenspiel

## Historische Entwicklung

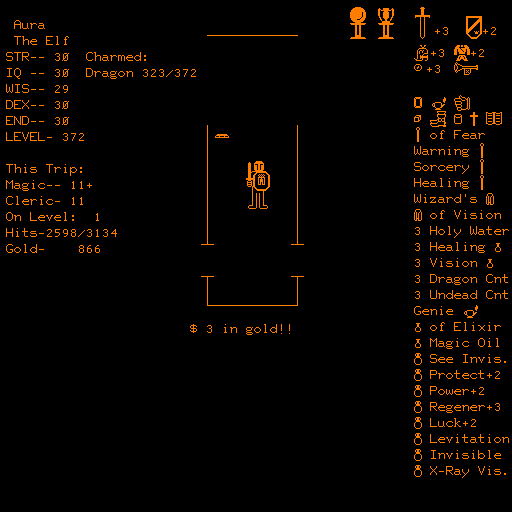
Das älteste noch erhaltene Computer-Rollenspiel: dnd (1974)

Computerrollenspiele entstanden Mitte der 1970er Jahre. Sie waren von den bereits vorhandenen Pen-&-Paper-Rollenspielen inspiriert. Große Universitäten waren damals die einzigen Institutionen, welche über eingeschränkt zugängliche (Groß-)Rechner verfügten, sodass es vor allem Studenten waren, welche die ersten Spiele entwickelten. Ausgehend von einfachen Adventures, wurden so auch frühe Versionen einfacher Computerrollenspiele erschaffen, von denen die ersten aufgrund der sehr restriktiven Löschpolitik vieler Universitäten (Speicherplatz war etwas Kostbares, und Spiele auf Computern galten als Rechenzeitverschwendung) heute nicht mehr erhalten sind. Die frühesten noch dokumentierten Spiele sind pedit5, ein sehr einfaches Kampf- und Schatzsammelspiel, dnd und Dungeon, welches gleichzeitig das erste Spiel war, welches eine optische Darstellung der Verliese („Dungeons“) verwendete, durch die man sich bewegte.
Anfang der 1980er Jahre kam mit Rogue ein sehr erfolgreiches Spiel für Unix-basierte Systeme auf, welches viele Neuerungen bot. Es wurde vollständig optisch dargestellt (wenn auch nur mit Hilfe von ASCII-Zeichen) und gesteuert und bot zufällig generierte Verliese, sowie einen enormen Umfang an verschiedener Ausrüstung, obwohl es gleichzeitig sehr ausbalanciert war. Ein Jahr später kamen mit Ultima und Wizardry: Proving Grounds of the Mad Overlord zwei Spiele auf den Markt, die über viele Jahre hinweg die Entwicklung von Computerrollenspielen beeinflussten. Die einfache Handhabung und aus heutiger Sicht primitive Darstellung sowohl der Umgebung als auch der Gegner wurden ebenso wie das rundenbasierte taktische Kampfsystem bald zu einem Quasi-Standard, dem viele Spiele noch bis in die heutige Zeit folgen.
Der nächste größere Sprung in der Entwicklung erfolgte Ende der 1980er Jahre, als mit Dungeon Master ein für die Zeit optisch sehr fortgeschrittenes Spiel veröffentlicht wurde, was zusätzlich Echtzeitkämpfe und Interaktion mit der Umgebung bot. Etwas früher begann der Aufstieg der Konsolenrollenspiele in Japan mit der Veröffentlichung von Dragon Quest, welches sich stark an den Vorbildern der Computerrollenspiele aus den frühen 1980er Jahren orientierte. 1988 wurde mit Pool of Radiance ein Spiel veröffentlicht, welches einen anderen Weg der Weiterentwicklung beschritt. Hier konnte der Spieler seine Figuren strategisch in einer begrenzten Umgebung bewegen, was die Tabletopspielweise vieler Rollenspielrunden kopierte.
Seit den 1980er Jahren entwickelten sich im Internet sogenannte Multi User Dungeons, die ab den 1990er Jahren auch im deutschsprachigen Raum Verbreitung fanden und immer noch verbreitet sind. Dabei stellt ein Server eine Spielumgebung in reiner Textform zur Verfügung und die Spieler loggen sich per Telnet auf dem Server ein und können dort miteinander spielen. Mit Scepter of Goth entstand daraus eines der ersten kommerziellen Online-Rollenspiele.
Zu Beginn der 1990er Jahre begann mit Neverwinter Nights die Einbindung mehrerer Spieler in eine große, grafisch gestaltete Online-Spielwelt, wo sie mit- und gegeneinander spielen konnten. Diese Form von Computerrollenspielen, die MMORPGs, wurden später zu einem signifikanten Marktsegment. 1992 wurde mit Ultima Underworld erstmals ein umfangreiches Rollenspiel komplett in einer echten 3D-Umgebung angesiedelt. Mit Diablo wurde 1996 das Genre der Action-Rollenspiele zu einem dominierenden Aspekt innerhalb der Computerrollenspiele, und zugleich zu einer Alternative zu MMORPGs, was das Zusammenspiel von mehreren Spielern angeht.
Nachdem Mitte der 1990er Jahre das Computerrollenspiel bereits oftmals totgesagt worden war, und andere, neue Spielkonzepte die Spieler an sich banden, gelang Baldur’s Gate 1998 ein Revival des Genres. Mit moderner Ästhetik und starker Betonung auf der erzählten Geschichte, sowie massiver Interaktion in der eigenen Gruppe, wurde das Rollenspielverständnis vieler Spieler erweitert, und es kam zu einem Umdenken seitens der Entwickler, was Spielinhalt und Präsentation anging.
Im Jahr 2002 erschienen Neverwinter Nights (nicht identisch mit dem oben genannten gleichnamigen Spiel) und Morrowind, die neben der Grafik vor allem durch einen umfangreichen Editor auffielen. So ermöglichte man der Community die Spielmechanik mit sogenannten Mods teilweise zu verändern, aber auch neue Inhalte mit eigener Handlung zu erstellen und in das Spiel einzufügen.
Der aktuelle Trend in Computerrollenspielen sind einerseits plattformübergreifende Spiele, was oft zu Lasten der Bedienbarkeit und Erzählweise geht, und andererseits Verschmelzungen mit anderen Genres, vor allem Strategiespielen, Adventures und Simulationen.

### Meilensteine

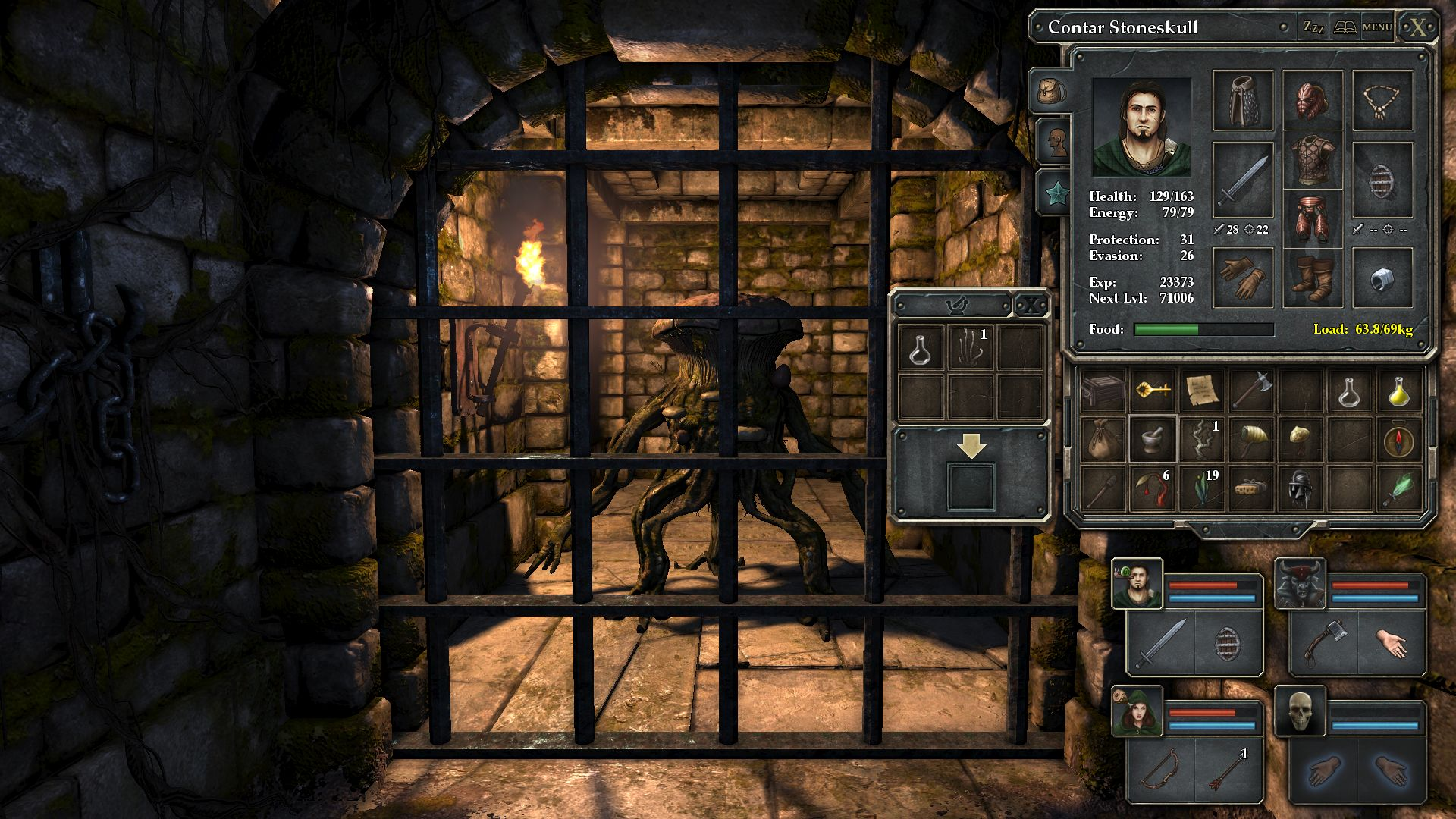
Screenshot von Legend of Grimrock (2012), ein Dungeon-Master-artiges Computer-Rollenspiel. Mit Egoperspektive, in Echtzeit ablaufender und grid-basierender Spielmechanik gehört es dem Rollenspiel-Untergenre des Dungeon-Crawler an:
links-mittig: Blick in den verliesartigen Spielbereich, zu sehen ein pilzartiger Gegner hinter einem Fallgitter
rechts: Kontrollbereich für die Charaktergruppe
rechts-unten: Icon Repräsentation der Charaktergruppe, je Charakter die in den Händen gehaltenen und verwendbaren Objekte, rote Balkenanzeigen gibt den Gesundheitszustand wieder, blaue den Energiezustand
rechts-mitte: Inventar eines Charakters mit offenem Alchemieset am linken Rand, es wird ein Heiltrank gebraut
rechts-oben: Anzeige der am Körper getragenen Ausrüstung und Eigenschaften, eines der Charaktere.

Anbei Meilensteine der Spielentwicklung der Computer-Rollenspiel mit der entsprechenden Innovation:
- dnd und pedit5 (1974/75) – älteste erhaltene Computer-Rollenspiele, bereits mit Grafik
- Dungeon (1976–1978) – erstes Rollenspiel mit Sichtliniengrafik (größtenteils textbasiert), erstes Großrechner-Rollenspiel
- Rogue (1980) – erstes Rollenspiel mit zufällig generierten Welten
- Ultima (1981) – Die Kachelgrafik als Vorbild für andere Rollenspiele
- Wizardry: Proving Grounds of the Mad Overlord (1981) – Mehrspieler Rollenspiel
- Dungeon Master (1987) – Einführung von Echtzeitelementen und Umgebungsinteraktion
- Neverwinter Nights (AOL) (1991) – erstes Massively Multiplayer Online Role-Playing Game (MMORPG)
- Diablo (1996) – Charakterentwicklung der Spielfigur, fixierte isometrische Ansicht
- Baldur’s Gate (1998) – Vorbild für Figuren und Storytelling-RPGs
- The Elder Scrolls: Arena (1994) und The Elder Scrolls II: Daggerfall (1996) – sehr große Open-World-Spiele
- Fallout (1997) – postapokalyptisches Action-RPG mit schwarzem Humor
- Gothic (2001) – Vorreiter in Charakterentwicklung und immersiver Spielwelt
- World of Warcraft (2004) – bisher erfolgreichstes MMORPG
- Dark Souls (2011) – keine erzählte Handlung, der Spieler muss die Geschichte erkunden
- The Elder Scrolls V: Skyrim (2011) – Spielwelt als tragendes Element, Fokus auf Erkunden
- The Witcher 3: Wild Hunt (2015) – Beeinflussbarkeit der Spielwelt
- The Legend of Zelda: Breath of the Wild (2017) – Freies Erkunden, man kann z. B. bereits zu Beginn den Hauptgegner besuchen
- Disco Elysium (2019) – Mechaniken und Storytelling kommen ohne klassische Kämpfe aus

## Der Spielcharakter (Avatar)
Wie aus Pen-&-Paper-Rollenspielen bekannt, lenkt ein Spieler in einem Computerrollenspiel eine oder mehrere Figuren. Wenn die Spielfigur weitgehend frei gestaltet werden kann und somit vor allem eine Repräsentation des Spielers in der Rollenspielwelt darstellt, wird sie auch als Avatar bezeichnet. Handelt es sich jedoch um eine Figur mit bereits existierendem Persönlichkeitsprofil und einer bestimmten Rolle in der Geschichte des Spiels (häufig beim Einzelspieler-Modus), spricht man eher von einem Spielercharakter. In den Anfängen der Computerspielentwicklung handelte es sich oftmals um mehrere steuerbare Figuren, so dass eine gezielte Identifikation außen vor gelassen wurde. Dies ist dem Umstand geschuldet, dass Rollenspielrunden im Regelfall neben dem Spielleiter mehrere Spieler aufweisen, und die Interaktion zwischen den Spielern selbst einen Großteil des Spiels ausmacht. Diese Interaktion fand in Computerrollenspielen jedoch erst viel später statt, so dass man anfangs oft nur mehrere zufällig zusammengehörende Figuren steuerte, die eine gewisse Synergie untereinander aufwiesen (Spielergruppe oder auch Party genannt).
Der Avatar wird je nach Art des Spiels direkt gelenkt und entweder im Blickfeld selbst dargestellt (Third-Person-Perspektive), oder man sieht die Spielumgebung durch die Augen des Charakters (Egoperspektive).
Daneben gibt es eine Darstellung, in der die gesamte Gruppe gelenkt wird, und die spielführende Figur nur an der Spitze steht. In den meisten Rollenspielen ist es üblich, dass die Figuren des Spielers über eine Vielzahl verschiedener Werte verfügen, die in eigens dafür angelegten Übersichtsbildschirmen aufgelistet werden. Typisch sind hier zum Beispiel körperliche Attribute wie Stärke, Ausdauer, Intelligenz, Lebensenergie, aber auch erfahrungs- und trainingsbasierte Eigenschaften und Fähigkeiten wie der Umgang mit bestimmten Waffen, handwerkliche Fertigkeiten oder vorhandenes Wissen in verschiedenen Gebieten. Diese Werte sind einerseits von dem im jeweiligen Spiel verwendeten Regelwerk abhängig und andererseits von den persönlichen Entscheidungen des Spielers.
Denn der Spieler entscheidet in den meisten Computerrollenspielen selbst darüber, wie sein Avatar beschaffen sein soll. Er trifft zu Beginn des Spiels eine Entscheidung über grundlegende Eigenschaften, welche das ganze Spiel über Bestand haben. Je nach Spiel gehören zu diesen Entscheidungen Name und Aussehen des Avatars, sein Geschlecht, seine Rasse, seine Rollenspielklasse, die Verteilung der Hauptattribute, das Erlernen besonderer Fähigkeiten oder das Festlegen bestimmter Besonderheiten. Einschränkungen dabei gibt es nur durch das verwendete Regelwerk.
Im Laufe der Zeit sammelt der Avatar Erfahrung durch verschiedene Handlungen, die der Spieler ausführt. Spielerisch wird dies oft so umgesetzt, dass der Charakter eine durch einen Zahlenwert wiedergegebene Stufe (auch Level genannt) aufsteigt. Bei diesem Aufstieg hat der Spieler meistens wieder die Möglichkeit, Entscheidungen über die Fortentwicklung seiner Figur(en) zu treffen, sie zu spezialisieren oder zu diversifizieren. Alternativ dazu gibt es Systeme, in denen die Entwicklung von Eigenschaften direkt durch ihre vermehrte Anwendung trainiert wird. Das bedeutet, dass zum Beispiel die Fähigkeit der Figur im Umgang mit einem Schwert steigt, wenn sie das Schwert im Kampf verwendet.
Alterung und der dadurch auftretende Verlust von Fähigkeiten wird im Computerrollenspiel normalerweise ausgeblendet. Es gibt nur sehr wenige Beispiele wie zum Beispiel Darklands, in dem Spielfiguren mit zunehmendem Alter schwächer werden sowie ihre Fähigkeiten sich verschieben, was sogar bis hin zum natürlichen Tod der Spielfigur führen kann.
Neben der Entwicklung durch Erfahrung gibt es im Computerrollenspiel einen weiteren wichtigen Aspekt, nämlich den der Ausrüstung. Der Spieler sorgt dafür, dass der Avatar, den er steuert, mit verschiedenen Ausrüstungsgegenständen versorgt wird, die diesen stärken oder seine Leistung verbessern. Oftmals wird diese Ausrüstung auf bestimmte Schlüsselpositionen beschränkt, die in einem zusätzlichen Bildschirm (teilweise auch bildlich) dargestellt werden. Je nach Spiel reicht der Ausrüstungsumfang dabei von den im Spiel verwendeten Waffen und Rüstungen über Umhänge, Ringe, Halsketten, Talismane, Zauber- und Handwerkszutaten bis zu Flairobjekten, die keinen spielerischen Zweck haben, sondern nur den erzählerischen Aspekt stärken sollen.
Die Ausrüstung selbst kann auf verschiedenen Wegen erworben werden. Händler bieten oft ein Grundsortiment an, welches eine anfängliche Ausstattung ermöglicht. Stellt das verwendete Zahlungsmittel in der Spielwelt einen aktiv genutzten Kontrollfaktor dar (das heißt, ist es nicht möglich, auf einfachem Weg zu großen Mengen spielinterner Zahlungsmittel zu gelangen), können Händler auch höherwertige Ausrüstung zu hohen Kosten anbieten, ohne das Spielgleichgewicht zu stören. Eine weitere Quelle für Ausrüstung stellen NSC dar, welche für das Erfüllen grundlegender Aufgaben Belohnungen unterschiedlicher Art anbieten können. Zudem ist es oftmals möglich, durch das Besiegen von Gegnern oder das Finden und Öffnen von Truhen oder anderen Behältnissen an neue Ausrüstung zu gelangen, wobei die Schwere des Kampfes oder die Lage der Truhe oft einen Einfluss auf die Qualität der dabei gefundenen Ausrüstung hat.

## Spielumgebung und Interaktion

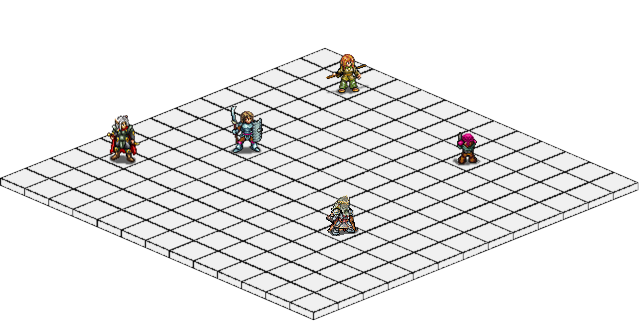
Beispiel eines rundenbasierten Kampfes aus der isometrischen Perspektive. Die Felder entsprechen Bewegungspunkten und ähneln denen der Pen-&-Paper-Rollenspiele. Eingesetzt z. B. im Spiel Das Schwarze Auge.

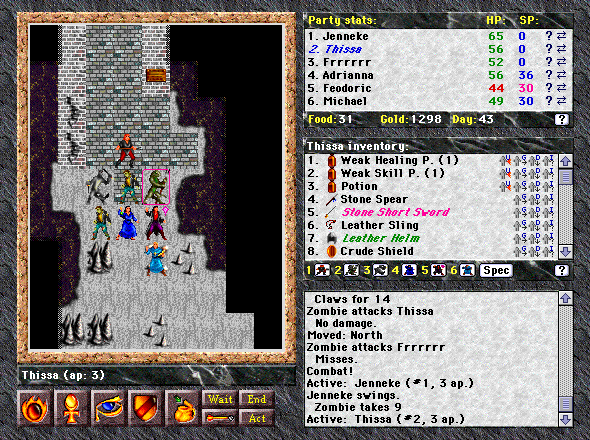
Das 2D-Rollenspiel Blades of Exile

Aufgrund der vielen verschiedenen möglichen Szenarien (Umsetzungen von Büchern, Märchen, Mythen und Sagen, mögliche Zukunftsszenarien, alternative Realitäten), welche ein Computerrollenspiel haben kann, gibt es keine zuverlässige Aussage über die Darstellung eines solchen Spiels. Die am weitest verbreiteten Modelle sind einerseits der Blick von oben auf die Spielwelt in direkter Top-Down-Form oder in einer isometrischen Ansicht und andererseits eine 3D Umgebung, die echt oder nur in 3D gezeichnet sein kann. Die Entwicklung bewegt sich aktuell in Richtung der letzteren Darstellung. Die Bewegung in der Spielumgebung erfolgt nach dem freien Willen des Spielers, nur beschränkt durch künstlich durch das Spiel erzeugte Barrieren. Mit fortschreitendem Spielverlauf werden manchmal Möglichkeiten geboten, bereits bekannte Spielgebiete schneller zu durchqueren oder zu überspringen (Beispielsweise durch Reit- oder Flugangebote, Teleportation oder dem Angebot einer neuen Heimatstadt).
Der Vorteil eines Blickes aus der Entfernung ist die große Übersicht durch den Spieler und die einfache Darstellung größerer Mengen von Figuren, zudem gibt es wenig Schwierigkeiten, Objekte zu platzieren, weil oft nur eine Ebene berücksichtigt werden muss. Der Nachteil ist eine gewisse Distanz zur Spielumgebung, da man sie nicht aus der Egoperspektive wahrnimmt. Die Egoperspektive bietet den Vorteil der direkten Spielerfahrung und der damit besseren möglichen Identifikation mit der Spielfigur sowie realistischeren Darstellungsmöglichkeiten in der Spielwelt selbst. Die fehlende Übersichtlichkeit und mangelnde Gruppensteuerung in solchen Umgebungen sind jedoch auch ein Nachteil.
Interaktion mit der Spielwelt findet oft nur mittels sogenannter Points-of-Interest (dabei handelt es sich um Objekte, die dem Spieler Interaktionsmöglichkeiten bieten) statt. Die offensichtlichste Form sind NSCs, also Figuren, die sich statisch oder leicht interaktiv in der Spielwelt bewegen, und Ansprechpartner für den Spieler darstellen. Sie verfügen oft nur über eine sehr begrenzte Reaktionsmöglichkeit (Standardsätze, die unabhängig vom Spielverlauf sind), sind es spielrelevante Figuren, können sie auch Hinweise auf weitere Spielziele geben, dem Spieler Aufträge erteilen oder mit ihm handeln. Weniger offensichtlich sind Objekte, die in der Spielwelt auftauchen, und die eine Beeinflussung durch den Spieler ermöglichen. Dabei kann es sich zum Beispiel um Behältnisse wie Truhen, Fässer oder Kisten handeln, um Zugangsmöglichkeiten oder Auslöser für Mechanismen wie zum Beispiel Hebel, Knöpfe oder Trittplatten oder um nicht auf den ersten Blick als Interaktionsobjekt wahrnehmbare Dinge wie Bücher in Bücherregalen, zufällig herumliegende Steine, Einrichtungsgegenstände wie Stühle oder Betten und ähnliche Dinge.

## Aufgaben und Auseinandersetzungen
Einen Großteil von Rollenspielen nehmen die sogenannten Quests, die Aufgaben für den Spieler, ein. Neben dem (manchmal nicht zu Beginn bekannten) Spielziel, welches oft als Hauptquest bezeichnet wird, kann man von NSCs oder durch andere Angebote eine Vielzahl von kleineren Aufgaben, den Nebenquests, erhalten, welche zwar oft nicht für das Erreichen des Spielziels notwendig sind, aber den Weg dahin erleichtern können, indem sie Belohnung in Form von Spielwährungsmitteln, Ausrüstungsgegenständen oder nützlichen Informationen anbieten, oder die Geschichte, die in dem Rollenspiel erzählt wird, voranbringen oder näher erläutert.
Diese Aufgaben sind oft verhältnismäßig einfacher Natur. Besonders beliebt sind Hol- (Besorge mir X Exemplare davon) und Bringaufgaben (Liefere das Objekt Y bei Person Z ab), Tötungsaufträge gezielter (Besiege den Schurken XY) und ungezielter (Töte soundso viel Wölfe) Natur, Eroberungsaufgaben (Nimm die Burg in Besitz) sowie Verteidigungsaufgaben (Beschütze mich, während ich etwas erledige). Wie konkret die Aufgaben formuliert werden, hängt stark vom Rollenspiel ab, auch die Komplexität der Aufgaben, die durchaus aus mehreren Schritten bestehen und zusätzliche Recherche erfordern können, ist eine Entscheidung der Spieldesigner.
Im Rahmen dieser Aufträge wird man des Öfteren in Auseinandersetzungen mit anderen Spielfiguren verwickelt. Die meisten Spiele bieten dafür nur den Kampf als Option zur Lösung des Konfliktes an, auch wenn im klassischen Pen-&-Paper-Rollenspiel verschiedene Lösungen möglich sind. Ein Kampf in einem Rollenspiel wird entweder in Echtzeit oder in einer rundenbasierten Auseinandersetzung ausgetragen. In frühen Spielen spielte dabei die Positionierung der eigenen Spielfiguren keine Rolle, es handelte sich dabei um eine abstrakte 'Wir gegen Die'-Darstellung, die auf Feinheiten abseits der Aktionswahl der Figuren verzichtete. Modernere Spiele berücksichtigen die Positionierung, was aber auch der inzwischen oft dreidimensionalen Umgebung geschuldet ist.
Rundenbasierte Kämpfe laufen nach einem festen Prinzip ab. Jede Figur, sowohl die eigene als auch die des Gegners kommt nach einem vorher festgelegten Ablauf an die Reihe (oftmals durch spielerische Attribute bestimmt), und darf eine oder manchmal auch mehrere Aktionen ausführen (beispielsweise eine Bewegung, einen Angriff, das Nutzen eines Gegenstandes). Diese wird entweder sofort umgesetzt, oder gesammelt und nach der Entscheidung der letzten Figur in einer Sammelaktion ausgeführt. Bei Spielen, in denen Bewegung auf einem Schlachtfeld in rundenbasierten Kämpfen möglich ist, wird dieses oft mit einem Raster dargestellt, um die natürliche Begrenzung der Bewegungsreichweite in einer Runde umsetzen zu können. Die Zeit zwischen den Aktionen kann dabei je nach Spiel unterschiedlich hoch sein, es gibt zudem Spiele, wo ein Rundensystem verwendet wird, der Spieler dieses aber nicht als solches wahrnimmt (zum Beispiel Baldur’s Gate oder Star Wars: Knights of the Old Republic), oder wo dieses mit Echtzeitelementen kombiniert wird (das Active Battle System bei Final Fantasy beispielsweise).
Echtzeitkämpfe können auf sehr unterschiedliche Weise dargestellt werden. Besonders beliebt sind Verknüpfungen mit der Reaktionsgeschwindigkeit des Spielers, was zum Beispiel so umgesetzt wird, dass der Spieler durch einen Mausklick oder Tastendruck die verschiedenen Aktionen seiner Spielfigur auslöst, während die Geschehnisse um sie herum weiterlaufen. Eine andere moderne Form sind komplexere Kampfsimulationen, in welchen man zum Beispiel den Schwertarm seines Avatars direkt führt, und durch taktische Entscheidungen im Einsatz verschiedener möglicher Kampftechniken versucht, den Gegner zu bezwingen.
Ergänzt werden die Kämpfe in den meisten Fällen durch Zusatzfähigkeiten der Figuren, wie beispielsweise Magie (welche das Wirken von Zaubern verschiedenster Art ermöglicht, die von direktem Schaden oder Heilung über Beeinflussung von Gegnern oder sich selbst bis hin zu Veränderung der Umgebung reichen können), Alchemie (das Herstellen und Nutzen von nützlichen und gefährlichen Tränken) oder pseudowissenschaftlichen Fähigkeiten wie Telekinese, die je nach Spielwelt unterschiedlich heißen und wirken.
Eine kleine Minderheit von Rollenspielen kommt ganz ohne Schlachten aus und konzentriert sich auf andere Arten der Auseinandersetzung, um Spannung zu erzeugen – zum Beispiel zwischenmenschliche, politische oder innere psychische Konflikte.

## Kulturelle Unterschiede
Aufgrund von kulturellen Unterschieden zwischen den Entwicklerfirmen, verschiedenen Inspirationsquellen historischer und mythologischer Natur und anderen Zielgruppen wurde lange Zeit eine gedachte Trennung von Rollenspielen vorgenommen. Dabei wurden unter anderem auf Unterschiede in Darstellung und Handlung, aber auch Komplexität und Bedienung hingewiesen. Da diese frühen Einteilungen zudem zu einem gewissen Teil hardwareabhängig war, die sich in einzelnen Ländern unterschiedlich verbreitete, gibt es häufig auch eine Analogie zur verwendeten Plattform, auf denen das jeweilige Spiel läuft.
Man spricht daher oft von westlichen Rollenspielen oder auch Computer-Rollenspiel und dem östlichen Rollenspiel oder auch Konsolen-Rollenspiel.
In der heutigen Zeit verwischen die einstigen Unterscheidungsmerkmale jedoch oft durch die plattformübergreifende Entwicklung und die Veränderung in der Spielentwicklung und -darstellung allgemein, so dass die Zuordnung zu einer der beiden Hauptrichtungen nur noch als Schwerpunkt verstanden werden sollte, oder man ganz darauf verzichtet, weiter zu kategorisieren.

### Östliche (Konsolen-)Rollenspiele
Spiele dieses Genre werden häufig auch als Japanische Rollenspiele, Japan-RPGs oder, abgekürzt, auch als JRPGs bezeichnet, da dieses Genre in den 1980er und 1990er Jahren in Japan entstand. Heute ist der Herkunftsraum größer und umfasst vor allem auch Südkorea, China und Hongkong. Je nach Herkunftsland gibt es dadurch einen leicht unterschiedlichen Stil in der Gestaltung der Spiele. Die bevorzugte Plattform sind Spielkonsolen, die Steuerung erfolgt entsprechend über das Gamepad oder ähnliche Eingabegeräte.
Die Grafik von östlichen Rollenspielen ist oft cartoonhaft oder im Mangastil umgesetzt. Häufig wird eine Mischung aus frühen fernöstlichen Mythen und Sagen, europäischer Darstellung und ostasiatischem Charakterdesign verwendet. Der Schwerpunkt bei diesen Spielen liegt hauptsächlich auf der Erzählung einer Geschichte und in der Darstellung und Entwicklung der Hauptcharaktere, welche der Spieler lenkt. Dabei wird oft ein geführtes Durchlaufen des Spiels einer nichtlinearen Umgebung vorgezogen. Eine ausführlichere Betrachtung wichtiger Nicht-Spieler-Charaktere, sowohl tendenziell guter als auch eher negativer, ist im Rahmen der Spielhandlung und in Zwischensequenzen üblich, wobei oft eine ausgewogene Darstellung mit Erklärungen von Handlungen aus der Sicht des jeweils Betroffenen erfolgt. Der lineare Spielverlauf wird häufig durch die Möglichkeit unterschiedlicher Charakterwahl und daraus resultierenden Änderungen im Spielziel und -ablauf ausgeglichen.
Die Charakterentwicklung erfolgt größtenteils automatisiert, wobei der Spieler eher grundlegende Entscheidungen, hauptsächlich über die Ausrüstung und Bewaffnung trifft. Die verwendeten Spielsysteme sind einander recht ähnlich, werden aber oft für ein neues Spiel neu entworfen. Dabei wird eine linear fortschreitende Statistik als Grundlage für die spielmechanische Darstellung der Figuren vorgezogen und alle spielinternen Regelmechanismen vor dem Spieler verborgen.
Üblicherweise sieht der Spieler die Spielwelt aus der Vogelperspektive. In vielen modernen östlichen Rollenspielen wird die Spielwelt allerdings auch häufig aus der Third-Person-Perspektive dargestellt. Kämpfe werden in einer besonderen Ansicht taktisch und rundenbasiert durchgeführt. Hier wählt der Spieler aus einer Liste diejenigen Aktionen aus, welche seine Spielfiguren in der jeweiligen Kampfrunde ausführen sollen.
Historisch betrachtet basiert ein Großteil östlicher Rollenspiele auf den Portierungen von Wizardry und Ultima, welche beide einen sehr großen Erfolg vor allem in Japan hatten, und deren Grundzüge sich in den meisten erfolgreichen Spielen wiederfinden. In der Frühzeit heben sich dabei vor allem Dragon Quest und Final Fantasy hervor, beides Spiele, die sich stark an den westlichen Vorbildern orientieren, aber neue Elemente in Spielbedienung und Darstellung einführen, und über lange Zeit sehr erfolgreich waren. Durch technologische Neuerungen wie größere Speichermedien in Form von CDs kam ein Trend zu umfangreichen Zwischensequenzen und grafisch aufwendigen Darstellungen hinzu. Auf der anderen Seite wurden traditionelle Rollenspielelemente mit Mechanismen aus anderen Genres gemischt, was unter anderem Pokémon hervorbrachte, aber auch Genres wie dem strategischen Rollenspiel in Asien einen enormen Stellenwert einräumte.
Einige Beispiele für bekannte östliche Rollenspiele:
- Chrono Trigger / Chrono Cross
- Dragon Quest
- Earthbound
- Final Fantasy
- Kingdom Hearts
- Golden Sun
- Grandia
- Phantasy Star
- Pokémon
- Shadow Hearts
- Shining Force
- Shin Megami Tensei
- Tales
- Xenoblade Chronicles

### Westliche (Computer-)Rollenspiele
Das Herkunftsgebiet dieser Art Rollenspiele ist vor allem Amerika und Europa. Die bevorzugte Plattform ist der PC, die Steuerung erfolgt üblicherweise über Maus und Tastatur. Die Darstellung ist meistens realitätsnah und vergleichsweise nüchtern und befindet sich in einem Fantasy-Szenario, das oft eine vom Mittelalter inspirierte Welt darstellt. Als Grundlage dafür dienen hierbei vor allem aus bekannten Pen-&-Paper-Rollenspielen entliehene Handlungsstränge oder aber direkt für das Spiel selbst entworfene Hintergrundgeschichten. Der Schwerpunkt dieser Spiele liegt oftmals weniger auf der Erzählung der Hintergrundgeschichte, sondern auf dem Lenken des Avatars selbst und seiner Interaktion mit der Umgebung. Dabei wird oft zu einer gewissen Nichtlinearität tendiert, der nur durch „natürliche“ Hindernisse (Stärke von Gegnern, Zugangsbeschränkungen, Zeitlimit) Grenzen gesetzt werden. Nebenfiguren und NSC haben meistens wenig Individualität, und füllen nur generische Rollen in ihrer jeweiligen Umgebung aus. Dazu kommt, dass die typischen Szenarien westlicher Rollenspiele meistens in eine größere Rahmenhandlung eingewebt sind, so dass typische 'Der Held rettet die gesamte Welt'-Geschichten, wie sie für östliche Spiele typisch sind, selten vorkommen.
Die Charakterentwicklung und die damit zusammenhängenden Entscheidungen nehmen oftmals einen großen Teil des Spiels ein. Dem Spieler ist dabei häufig völlige Handlungsfreiheit im Rahmen der Spielmechanik und der Charakterbeschränkung gegeben, je nachdem wie er seinen Avatar entwickeln und gestalten will. Dafür erfolgt die Entwicklung deutlich langsamer als in östlichen Spielen, was seltenere, aber umfangreichere Entscheidungen zur Entwicklung zur Folge hat. Die Spielsysteme sind oftmals älteren Pen-&-Paper-Rollenspielen entlehnt und werden über mehrere Spiele hinweg verwendet. Dabei kann der Spieler teilweise auch mitverfolgen, wie die Entscheidungen, die seinen Spielverlauf beeinflussen, entstehen, indem Würfelergebnisse und Ähnliches auf Wunsch dargestellt werden.
Die Wurzeln der westlichen Rollenspiele liegen in frühen Adventures auf Universitätsrechnern. Sowohl die Grundzüge der Darstellung als auch der Bedienung haben dort ihren Ursprung. Dazu kommt ein starker Einfluss von MUDs, welches für den Interaktionsaspekt sorgte. Wichtige frühe Impulsgeber sind auch hier die Wizardry- und die Ultima-Serie, wobei später ebenfalls Ableger mit Elementen anderer Genres zu solch einflussreichen Spielen wie Dungeon Master oder Ultima Underworld führten.
Einige Beispiele für bekannte westliche Rollenspiele:
- Baldur’s Gate
- Neverwinter Nights
- Fallout
- GoldBox-Serie
- Might and Magic
- The Bard’s Tale
- Wizardry
- The Elder Scrolls
- Dragon-Age-Serie
- Gothic
- The Witcher
- Ultima
- Clair Obscur: Expedition 33